# Шишкин, Евгений Васильевич
Евгений Васильевич Шишкин (род. 1 июня 1956, Киров) — русский писатель, сценарист и драматург, педагог. Член Союза писателей России (с 1993 г.), член Союза журналистов Москвы.

## Биография
Родился в Кирове, в семье Василия Егоровича и Лидии Семёновны (урожд. Евдокимова) Шишкиных. После окончания школы работал на заводе, служил в Советской армии в звании сержанта в артиллерийском полку. В 1979 году окончил факультет автоматики и вычислительной техники Кировского политехнического института, в 1987-м — филологический факультет Горьковского государственного университета им. Н. И. Лобачевского, в 1995-м — Высшие литературные курсы при Литературном институте им. М. Горького в Москве.
В 1981—1987 гг. работал в учреждениях культуры г. Горького, в 1987—1989 гг. преподавал в речном училище. В 1989 —1993 гг. — консультант Бюро пропаганды художественной литературы. С 1995 г. — редактор в издательстве «Бегемот», в 1998— 2001 гг. — главный редактор журнала «Нижний Новгород». В 2001—2003 гг. преподавал в Литературном институте им. М. Горького (доцент кафедры творчества), там же на Высших литературных курсах вёл мастер-класс прозы. С 2004—2019 гг. заведующий отделом прозы журнала «Наш современник», с 2019 году — генеральный директор журнала "Роман-газета", с апреля 2021 года — на творческой работе.
Живёт в Москве.

### Семья
Женат; имеет двух дочерей.

## Творчество
Печатался в журналах «Нижний Новгород», «Наш современник», «Роман-газета», «Смена», «Подъём»,«Русский дом»,«Московский вестник», «Всемирная литература», «Очаг», «Нёман», «Полымя», «Воин России», «Дон», «Сибирские огни» и других. Автор романов «Бесова душа», «Закон сохранения любви», «Правда и блаженство», «Мужская жизнь», автор сборников прозы «До самого горизонта», «Только о любви», «Концерт», книги критических заметок «Монстры и пигмеи», книги публицистики «Русский аршин». Рассказы и романы переводились на башкирский, белорусский, болгарский, китайский и финский языки.
Автор пьесы «Виновата ли я?» (поставлена в Московском драматическом Театре «На Перовской»), сценария к документальному фильму «Адрес прежний: Тверской бульвар, 25», автор комедии «Лекарство от храпа» (поставлена в Московском драматическом Театре «На Перовской»).
Автор статей о творчестве А. С. Пушкина, И. А. Гончарова, Н. В. Гоголя, А. П. Чехова, а также учебного пособия для абитуриентов «Пишите без ошибок».
- Шишкин Е. В. Пишите без ошибок : Ускор. курс рус. яз. — М.: Айрис-Пресс : Рольф, 2001. — 222 с. — (Домашний репетитор). — 12 000 экз. — ISBN 5-7836-0455-0., Издательство «Феникс»: Ростов-на-Дону, 3 издания, 2006, 2008, 2014 гг. ISBN 5-222-08491-4, ISBN 978-5-222-22187-7

### Избранные произведения
- До самого горизонта : Повести и рассказы. — Н. Новгород: Волго-Вят. кн. изд-во, 1991. — 189 с. — (Содерж.: Повести: Концерт; Встречный ветер; Рассказы: Девятнадцатый; До самого горизонта; Улица; Сторожка; Новеллы о любви: У костра; Чужая душа; Песня; Шторм; Сороковой день). — 8000 экз. — ISBN 5-7420-0332-3.
- Только о любви: Рассказы. — Н.Новгород.: Грань. 1992. — 8000 экз.
- Бесова душа : Роман. — Н. Новгород: Бегемот, 2000. — 285 с. — 2000 экз. — ISBN 5-901086-11-2.
- Бесова душа. — М.: Пальмира и др., 2002. — 409 с. — 5000 экз. — ISBN 5-94957-012-X.
- Волшебные хрусталики : сказка : посвящается великому русскому врачу, офтальмологу Святославу Николаевичу Федорову : [для детей школьного возраста]. — М.: Офтальмология, 2008. — 46 с. — 1000 экз. — ISBN 978-5-903624-06-5. (инсценирована в московском «Театре марионеток»)
- Добровольцем в штрафбат. — М.: Яуза : Эксмо, 2009. — 349 с. — 10 000 экз. — ISBN 978-5-699-34406-2.
  - . — М.: Яуза : Эксмо, 2011. — 412 с. — 5000 экз. — ISBN 978-5-699-47429-5.
  -  // Пекло смертников : штрафники и камикадзе : [два бестселлера одним томом]. — М.: Эксмо : Яуза, 2012. — ISBN 978-5-699-57172-7.
- Закон сохранения любви : [Роман]. — М.: Роман-газета, 2005. — 96 с. — (Роман-газета : народный журнал, ISSN 0131-6044 ; N 24(1510)). — 8500 экз.
- Закон сохранения любви: роман. — М.: Гелиос, 2007. — 441 с. — 5000 экз. — ISBN 5-8189-0720-1.
- Концерт : кн. прозы. — М.: СовА, 2005. — 508 с. — 3000 экз. — ISBN 5-9705-0007-0.
- Правда и блаженство : роман. — М.: АСТ : Астрель, 2011. — 794 с. — ISBN 978-5-17-076349-8.; ISBN 978-5-271-38141-6 (Астрель).
- Я свободен : избранная проза. — М.: Наш современник, 2011. — 405 с. — (Бесова душа: роман; рассказы: Маракасы; Лгунья; Черная сила; Только о любви; Я свободен). — 2000 экз. — ISBN 978-5-7117-0649-6.
- Бесова душа («Добровольцем в штрафбат»), роман,М. Вече — 2016 г. 352 с.— ISBN 978-5-4444-5009-3
- «Правда и блаженство»: Роман. — Минск: Харвест, 2017. — 640 с.— ISBN 978-985-183976-2
- Мужская жизнь. Роман. — М.: Голос-пресс. 2018—288 с.— ISBN 978-5-7117-0776-9
- Мужская жизнь. Роман.— М.: Вече. 2018—288 с.— ISBN 978-5-4484-0166-4
- Бесова душа, роман, Нижний Новгород, издательство Нижегородского университета им. Н. И. Лобачевского — 2019 г. 352 с.— ISBN 978-5-91326-497-8
- Бесова душа, роман, М. Вече — 2019 г. 352 с..— ISBN 978-5-4484-0906-6
- Я свободен. Избранная проза. Издательство "Другое решение"  — 2019 г. — ISBN 978-613-8-38274-4
- Герои десантники: подвиги и судьбы (при участии С. Миронова), научно-публицистическое издание, М. Вече — 2020 г. 248 с илл. — ISBN 978-5-4484-1684-2
- Русский аршин, современная публицистика,  научно-популярное издание, М. Отражение — 2020 г. 320 с илл.
- Закон сохранения любви, роман, М. Вече — 2020 г. 352 с..— ISBN 978-5-4484-2083-2
- Рожденные на улице Мопра, роман, М., Вече — 2021 г. 416 с..— ISBN 978-5-4484-3055-8
- Геройский десант. История, подвиги, судьбы. Научно-популярное издание, М., Вече — 2021 г. 320 с.: ил. — ISBN 978-5-4484-3103-6
- Николай Булганин. Рядом со Сталиным и Хрущевым. Научно-популярное издание, М., АФК "Система" — 2022 г. 600 с.: ил. — ISBN 978-5-907383-90-6
- Женское счастье, повести. Минск. Четыре четверти. 2024 г. 226 с. ISBN 978-985-581-662-2
- Андрей Туполев. Полет продолжается. Историко-биографический очерк. М., РОССПЭН, АФК "Система" — 2024 г. 512 с.: ил. — ISBN 978-5-8243-2575-1
- Никита Хрущев. Пляски на политической сцене. М., Родина,  — 2025 г. 422 с.: ил.  ISBN 978-5-00222-762-4
- Николай Булганин. Гражданский маршал. ЖЗЛ (Жизнь замечательных людей). М., Молодая гвардия, — 2025 г. 304 с.: ил.  ISBN 978-5-235-05277-2

## Награды и признание
- Премия города Нижнего Новгорода (2000)
- Литературная премия имени В. М. Шукшина (1999)
- Литературная премия имени А. П. Платонова «Умное сердце» (2000)
- Премия еженедельника «Литературная Россия» (2001)
- Премия журнала «Наш современник» (2001)
- Премия журнала «Роман-газета» (2002)
- Литературная премия «Югра» Ханты-Мансийск (2011)
- Всероссийская Литературная премия, посвящённая 200-летнему юбилею И. А. Гончарова (2011)[1].
- Всероссийская Литературная премия им. М. Е. Салтыкова-Щедрина (2016)
- Благодарность Министра культуры РФ (2016)
- Почётная грамота Государственной Думы РФ (2016)
- "Золотой Витязь", награда за прозу XI Международного славянского литературного форума, (2020)